# ムー UMA -未確認動物-
ムー UMA -未確認動物-（ムー ユーマ みかくにんどうぶつ）は、食玩の総合商社ハートが発売した食玩。

## 概要
学習研究社が発行しているスーパーミステリーマガジン『ムー』と、ハートが共同開発したガム付きのフィギュア食玩。定価は250円。様々な未確認動物(UMA)のフィギュアと、その解説が書かれたミニブックがセットになっていた。フィギュアは、「UMAの本格的模型標本」と銘打たれている。
パッケージはブックカバーをイメージしたデザインであり、ムーの「特別増刊号」と表記されている。

## 各弾概要

### 第1弾
2001年12月発売。中に入っているフィギュアごとに異なったパッケージが用意されており、好きなものを選ぶことができた。全10種類で、レアアイテム・シークレットアイテム・カラーバリエーションは存在しない。
1. イエティ
2. チュパカブラ
3. スカイフィッシュ
4. ダイノサウロイド
5. 河童
6. シーサーペント
7. ツチノコ
8. カエル男
9. ヒツジ男
10. ネッシー

### 第2弾
2002年7月発売。パッケージはブラインド式に変更された。フィギュアは全10種類＋シークレット1種類だが、そのそれぞれに通常カラー・リペイント版・シルバー版の3色が存在する。
1. モスマン
2. 半魚人
3. オゴポゴ
4. モケーレムベンベ
5. ビッグフット
6. ドーバーデーモン
7. ジャージーデビル
8. キジムナー
9. オウルマン
10. 鬼
11. ニューネッシー（シークレット）